# Tharaux
Tharaux är en kommun i departementet Gard i regionen Occitanien i södra Frankrike. Kommunen ligger i kantonen Barjac som tillhör arrondissementet Alès. År 2022 hade Tharaux 47 invånare.

## Befolkningsutveckling
Antalet invånare i kommunen Tharaux
Referens:INSEE